# Bivouac Jachia
Le bivouac Jachia est un refuge-bivouac non gardé du versant italien du massif du Mont-Blanc. Il se situe sur l'arête entre l'aiguille de Tronchey et l'aiguille de l'Évêque, à proximité de cette dernière. Il est principalement utilisé comme point de départ pour l'ascension des Grandes Jorasses par l'arête de Tronchey. Il a été construit en 1961, et est constitué d'un demi-cylindre en bois recouvert de zinc.
Il s'atteint en 5 à 6 heures, par un itinéraire délicat, depuis Pra-Sec ou Tronchey, hameaux de Courmayeur.